# Uracanthus cupressianus
Uracanthus cupressianus is een keversoort uit de familie van de boktorren (Cerambycidae). De wetenschappelijke naam van de soort werd voor het eerst geldig gepubliceerd in 1988 door Rondonuwu & Austin.